# Viburnum ciliatum
Viburnum ciliatum är en desmeknoppsväxtart som beskrevs av Jesse More Greenman. Viburnum ciliatum ingår i släktet olvonsläktet, och familjen desmeknoppsväxter. Inga underarter finns listade i Catalogue of Life.